# Josef Meisinger
Josef Albert Meisinger, (14. september 1899 i München - 7. marts 1947 i Warszawa, Polen), var en tysk SS-Standartenführer og kriminalbetjent. Han var bland andet kommendør for Sicherheitspolizei (Sipo) og Sicherheitsdienst (SD) i distriktet Warschau i Generalguvernementet.

## Biografi
År 1936 blev Meisinger chef for det nationalcenter for bekæmpelse af homoseksualitet og abort (Reichszentrale zur Bekämpfung der Homosexualität und Abtreibung).

### anden verdenskrig
Den 1. september 1939 angreb Tyskland sin østlige nabo Polen og anden verdenskrig begyndte. I kølvandet på de fremrykkende tyske tropper fulgte særlige indsatsgrupper, Einsatzgruppen, inden for rammerne af Operation Tannenberg opgaven var at eliminere personer der kunne tænkes at lede den polske modstand, såsom politiske aktivister, intelligentsia og reservister. Adolf Hitler havde til hensigt at udslette Polens herskerklasse for at "hugge hovederne på den polske nation". Derudover indledte indsatsgrupperne massemordet på polske jøder. Meisinger efterfulgte i oktober 1939 Lothar Beutel som chef for Einsatzgruppe IV. Meisingers indsatskommando fulgte efter 4. Armee som ledet af general Günther von Kluge og opererede i blandt andet Jastrowie og Zambrów.
Meisinger var fra oktober 1939 til marts 1941 kommendør for Sicherheitspolizei (Sipo) og Sicherheitsdienst (SD), Kommandeur der Sicherheitspolizei und des SD (KdS), i distriktet Warschau.
Efter anden verdenskrig blev Meisinger udleveret til Polen, hvor han blev retsforfulgt ved den højeste nationale domstol og dømt til døden for krigsforbrydelser og forbrydelser mod menneskeheden. Han blev henrettet ved hængning i marts 1947.

### Trykte kilder
- Klee, Ernst (2007). Das Personenlexikon zum Dritten Reich (tysk) (2 udgave). Frankfurt am Main: Fischer Taschenbuch Verlag. s. 401. ISBN 978-3-596-16048-8.
- Weale, Adrian (2013). SS: en ny historia (svensk). Stockholm: Fischer & Co. ISBN 978-91-86597-41-2.